# Gespoorde platte schildpad
De gespoorde platte schildpad (Homopus femoralis) is een schildpad uit de familie landschildpadden (Testudinidae). De soort werd voor het eerst wetenschappelijk beschreven door George Albert Boulenger in 1888. De soortaanduiding femoralis betekent vrij vertaald 'aan de dij'; en is afgeleid van het Latijnse femur, dat dij betekent. Zij verwijst naar een spoorvormige bult aan de achterkant van de dij die ook de reden is voor de Nederlandse soortnaam.

## Uiterlijke kenmerken
Een andere naam is gespoorde areolen(land)schildpad, vanwege de op een aureool gelijkende patronen van de hoornplaten. Het rugschild wordt ongeveer 16 centimeter lang en is vrij sterk afgeplat, de schildranden wijzen aan de zijkanten naar beneden. De bek is snavelachtig van vorm en de schubben op de poten zijn zeer groot en dik, de voorpoten hebben maar vier tenen. De carapax of rugschild is geelbruin tot donkerbruin van kleur, de poten en staart iets lichter. De onderzijde is geelachtig tot groen, juvenielen hebben vaak vlekken op het buikschild maar deze verdwijnen na enkele vervellingen.

## Levenswijze
De gespoorde platte schildpad is net als de meeste andere soorten uit het geslacht Homopus endemisch in Zuid-Afrika. De schildpad leeft in droge, maar begroeide gebieden zoals berghellingen en hoger gelegen graslanden. Het is een goede klimmer in rotsachtige streken. De schildpad is overdag actief en houdt een winterslaap in diepe rotsspleten. Het voedsel bestaat uitsluitend uit grassen en andere kruidachtige planten.